# Calvana (torrente)
Il Calvana (pr. Càlvana, in dialetto detto Faèna) è un torrente dell'Umbria, che scorre nei comuni di San Venanzo e Marsciano; e, rispettivamente nelle province di Terni e Perugia. Con una lunghezza di 18 km e un bacino idrografico di 75 km² è, dopo il torrente Fersinone, il maggior affluente in destra idrografica del fiume Nestore. Il quarto per importanza dopo quest'ultimo, il torrente Caina ed il torrente Genna.

## Origini del nome
Il toponimo Calvana non ha origini certe, ma si suppone che il nome provenga da calvo, ovvero da qualcosa di spoglio, nudo. Ciò si suppone vedendo il letto del torrente, ricco di ciottoli ben modellati e tondeggianti. 

## Descrizione
Nasce nella sezione nord-orientale del Monte Peglia, nel comune di San Venanzo, e dopo averlo attraversato sfocia nei pressi di Marsciano. Scende dalle alture lambendo, a valle, la stessa San Venanzo, e si dirige verso il borgo medioevale di Rotecastello. Qualche chilometro dopo segna il confine tra i due comuni, e di conseguenza tra le province. Dopo aver superato la località di Vesca bagna, ai piedi di Civitella dei Conti, la Valnestore. Dopo circa 2 chilometri termina nel Nestore. La foce del torrente delimita il confine tra le province di Perugia e Terni e tra i comuni di Marsciano e San Venanzo. Tra gli affluenti del Nestore è secondo in destra per importanza dopo il Fersinone e quarto per bacino idrografico e portata alla foce, preceduto anche dal Caina e dal Genna. Giudicato di qualità "ottima" dall'ARPA Umbria, per la limpidezza delle sue acque.

## Storia
Furono rinvenuti lungo il suo corso resti etruschi presso Rotecastello. In epoche molto remote i torrenti Calvana e Fersinone si univano ai piedi di Civitella dei Conti (comune di San Venanzo) e formavano un unico grande torrente, che andava a sfociare dove oggi il Calvana si getta nel Nestore, ma con l'accumulo di detriti, violente esondazioni, e probabilmente con un grande alluvione i torrenti si sono separati. (XV secolo circa). Lungo il torrente passava l'antica Via Orvietana e il Corridoio Bizantino, che deviava verso il Fersinone, per continuare poi, risalendo il Nestore, verso Perugia. Il torrente fino agli anni '60 del Novecento è stato fulcro vitale delle genti che vivevano nelle sue vicinanze. Infatti scorre in un ambiente ricco di selvaggina, pesci (tra cui lasche e lattarina) e numerose specie vegetali commestibili, tra cui si ricordano il ginepro e il rovo.

## Affluenti
Il Calvana non conta l'apporto di tributari di rilievo, eccetto il Fàena, (omonimo del Faena, che scorre tra Fratta Todina e Monte Castello di Vibio) un piccolo torrente di alta collina che scorre per cinque chilometri tra San Venanzo e Rotecastello. Altri piccoli corsi d'acqua che convergono nel Calvana sono il fosso di Rotecastello, che scorre per circa due chilometri, il fosso dell'Angarotta, di acqua sorgiva, lungo anch'esso un paio di chilometri e il fosso di Civitella, che scorre per circa un chilometro a valle dell'omonima località.

## Alluvioni
Dal 1866 (anno di annessione dell'Umbria al Regno d'Italia) a oggi ci sono tre piene importanti da segnalare:
- La prima di cui si hanno notizie è dell'8 ottobre 1937, quando il torrente ruppe gli argini e toccò la portata di 63 m³/s.
- La seconda, e più rilevante, avvenuta il 12 novembre 2012, quando la spaventosa piena raggiunse il picco alle ore 8.00 con la porta di 71 m³/s. Lungo il suo corso sono stati provocati seri danni all'agricoltura.
- La terza del 31 gennaio 2014, con la portata di 57 m³/s.

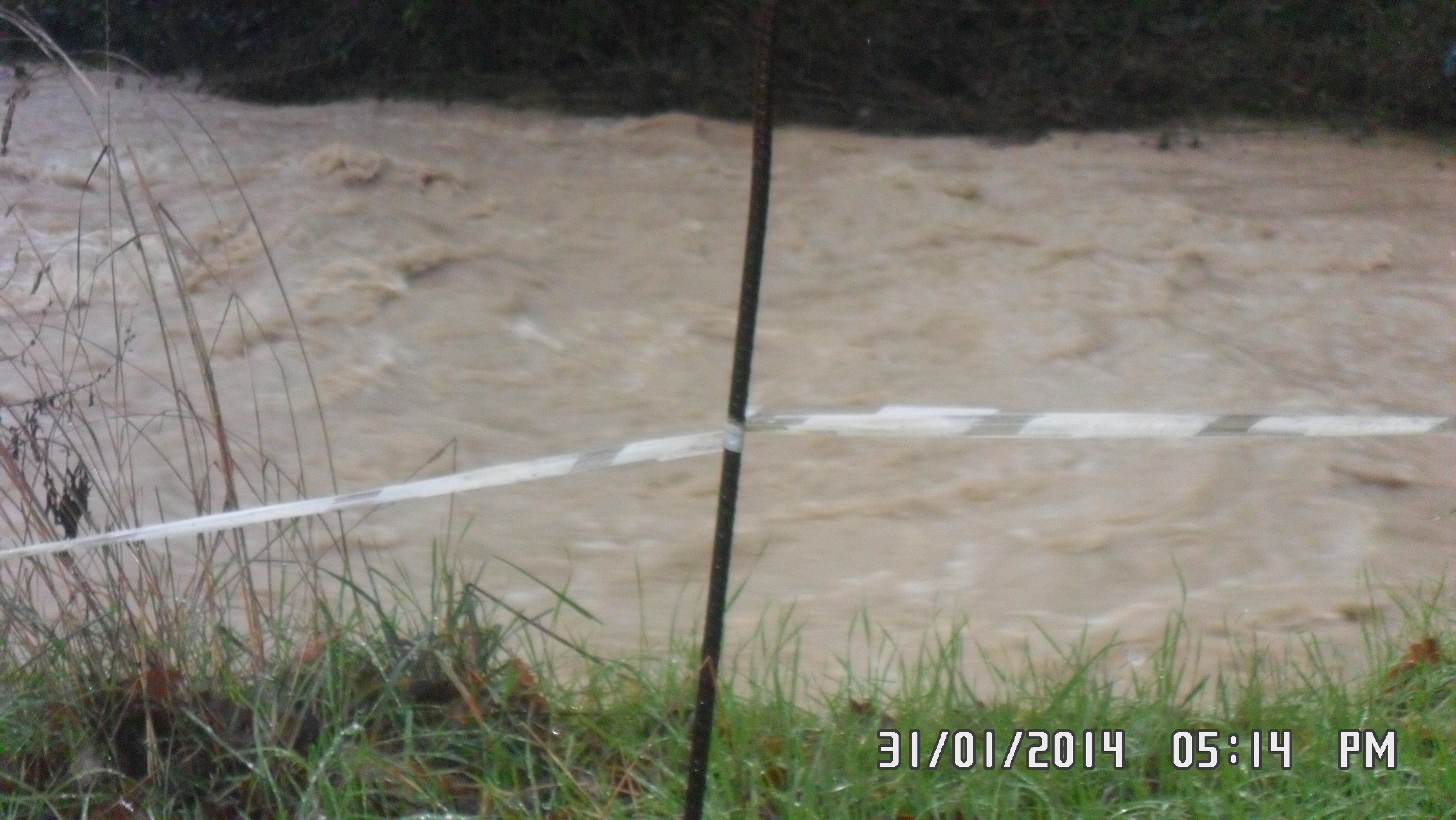
La piena del 31 gennaio 2014 a Civitella dei Conti.

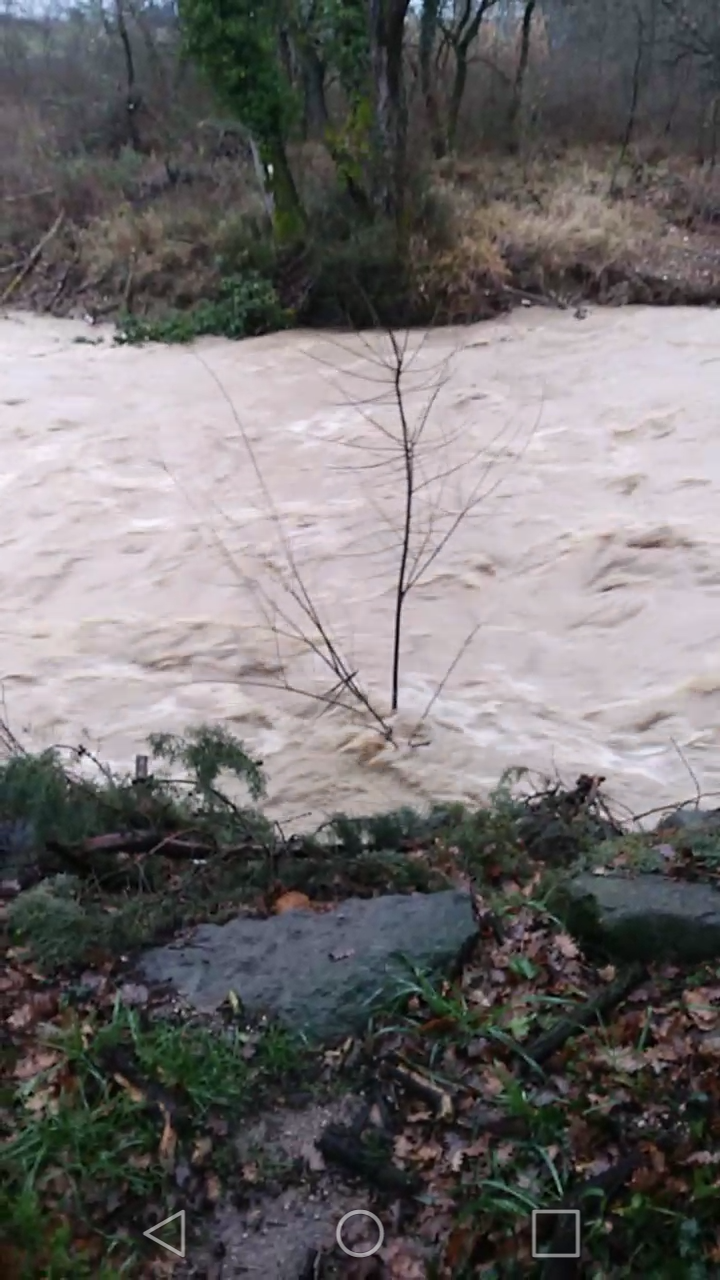
Il torrente in piena il 24 gennaio 2021.

## Portata
La portata del torrente Calvana è strettamente torrentizia. In inverno, grazie alle abbondanti precipitazioni autunnali il Calvana è capace di una portata media di 2,3 m³/s. Invece in estate è a secco. La portata media è di circa 500 litri al secondo (0,5 m³/s).

## Fauna ittica
La fauna ittica presente nel torrente è la seguente (in corsivo le specie quasi assenti):
- Barbo del Tevere
- Cavedano etrusco
- Granchio di fiume
- Lasca
- Lattarina